# Hildisrieden
Hildisrieden is een gemeente en plaats in het Zwitserse kanton Luzern en maakte deel uit van het district Sursee tot op 1 januari 2008 de districten van Luzern werden afgeschaft.
Hildisrieden telt 1.801 inwoners.